# Georg Erler (Jurist)
Georg Heinrich Johannes Erler (* 20. Januar 1905 in Münster; † 10. März 1981 in Göttingen) war ein deutscher Jurist und Hochschullehrer für Öffentliches Recht, Staats- und Völkerrecht.

## Leben

### Herkunft, Studium und Berufseinstieg
Georg Erler war der Sohn des Geheimen Regierungsrates Georg Erler und dessen Ehefrau Anna, geborene Lehmann. Nach dem Abitur absolvierte er ab 1923 an der Westfälischen Wilhelms-Universität in Münster und an der Universität Zürich ein Studium der Rechts- und Staatswissenschaften, Geschichte und neueren Sprachen. Seit 1923 gehörte er der Burschenschaft Alemannia Münster (später aufgegangen in der Burschenschaft Alemannia Bonn) an. 1927 legte er die erste juristische Staatsprüfung ab. 1928 promovierte er an der Universität Münster zum Dr. jur. und war anschließend an der dortigen rechtswissenschaftlichen Fakultät für zwei Jahre als Assistent beschäftigt. Seine zweite juristische Staatsprüfung legte er im Jahr 1930 ab. Als Gerichtsassessor schlug Erler die Justizlaufbahn ein und wurde 1934 Landrichter beziehungsweise Landgerichtsrat. Zudem übernahm er 1933/34 an der rechtswissenschaftlichen Fakultät der Universität Münster eine Dozentur für Öffentliches Recht.
Seit 1933 war er mit Maria Erler, geb. Fahle, verheiratet. Das Paar bekam drei Kinder.

### Hinwendung zum Nationalsozialismus
In der Zeit des Nationalsozialismus schloss Erler sich früh den Nationalsozialisten an. Er trat zum 1. Mai 1933 der NSDAP bei (Mitgliedsnummer 2.156.865). Für die Partei fungierte er als Ortsgruppenschulungsleiter, Bezirks- und Kreisgruppenführer sowie als Gaufachredner. Er trat auch dem NS-Dozentenbund bei. Darüber hinaus gehörte er dem NS-Rechtswahrerbund an, für den er als Gausonderbeauftragter tätig wurde. Ab 1938 war er Lektor für rechtswissenschaftliches Schrifttum bei der NSDAP-Reichsleitung.

### Professur in Göttingen und Internierung
Erler, der zusätzlich zu seiner Tätigkeit als Landgerichtsrat eine Dozentur wahrnahm, wurde trotz gescheiterten Habilitationsversuchs in Münster durch seinen Bekannten Karl Siegert zu einem Wechsel an die Universität Göttingen motiviert. Obwohl nicht habilitiert, schien Erler als Nationalsozialist und Wissenschaftler geeignet, in Göttingen den Lehrstuhl des 1938 emigrierten Gerhard Leibholz zu vertreten. Im November 1938 wurde Erler zum beamteten außerordentlichen Professor ernannt. Im Frühjahr 1939 hatte er sich auf Forschungsreise begeben und wurde vom Beginn des Zweiten Weltkrieges überrascht. Sein Versuch, sich aus Portugiesisch-Ostafrika mit dem Schiff in die Heimat abzusetzen, misslang, da das Schiff im November 1939 vor Sierra Leone von der britischen Marine aufgebracht wurde. Erler wurde festgenommen und ab 1940 für acht Jahre in Australien interniert. In Abwesenheit wurde er 1943 in Göttingen zum ordentlichen Professor berufen, was ihm schriftlich mitgeteilt wurde.

### Nachkriegszeit, Lehrstuhl für Völkerrecht in Göttingen, Ruhestand
In Abwesenheit war Erler aus politischen Gründen im Frühjahr 1946 durch die britische Militäradministration von seinem Hochschulamt entbunden worden. Im Januar 1948 kehrte Erler infolge seiner Entlassung aus der Internierung nach Deutschland zurück. Im August 1948 wurde er im Rahmen der Entnazifizierung nach einem Spruchkammerverfahren in die Kategorie V (entlastet) eingruppiert. Bei dem Verfahren hatte die juristische Fakultät Erler bescheinigt, er habe seine Stellung an der Universität Göttingen „weder ganz noch überwiegend seinen Beziehungen zum Nationalsozialismus“ zu verdanken gehabt.
Aufgrund einer Lungenerkrankung, die Erler sich während der Internierung zugezogen hatte, war er zunächst dienstunfähig und trat deswegen Ende 1950 in den Ruhestand. Im Zuge seiner Genesung übernahm er jedoch ab 1952 wieder einen Lehrauftrag an der Universität Göttingen, wurde dort 1953 Honorarprofessor und betrieb seine Wiedereinsetzung in das Hochschulamt. 1954 wurde er als Nachfolger von Herbert Kraus auf den Lehrstuhl für Völkerrecht berufen. Am Institut für Völkerrecht richtete Erler eine atomrechtliche Forschungsabteilung ein und ergänzte die Institutsforschung um internationales Wirtschaftsrecht. Er fungierte als Berater der Bundesrepublik in Internationalen Organisationen. 1960 wurde Erler in Paris Richter am Europäischen Kernenergiegericht, ab 1963 gehörte er der Fachkommission der Deutschen Atomkommission an. Zu Anfang April 1968 stellte er aufgrund einer sich verschlechternden Augenerkrankung sein Ordinariat vorzeitig zur Verfügung.
Georg Erler verbrachte seinen Ruhestand in Göttingen und starb dort 1981 im Alter von 76 Jahren.

## Bekenntnis zur NS-Vergangenheit
Erler bekannte sich 1968 gegenüber dem Münchner Verleger Rolf Seeliger zu seiner NS-Vergangenheit und suchte nicht nach Rechtfertigungen für „politische und wissenschaftliche Verzeichnungen und Fehlurteile“. Vielmehr sei er „in den Vorkriegsjahren von der Richtigkeit vieler Gedanken und Bestrebungen des Nationalsozialismus überzeugt“ gewesen.

## Schriften (Auswahl)
- Die verwaltungspolitischen Ideen der 1848er Bewegung, ihre Grundlagen und Auswirkungen unter besonderer Berücksichtigung der preußischen Gesetze von 1850, Münster 1928 (Zugleich: Münster, Rechts- und staatswiss. Diss., 1928).
- Das Recht der nationalen Minderheiten, Aschendorff, Münster 1931 (= Schriftenreihe der Forschungsstelle für Auslanddeutschtum und Auslandkunde e. V., Heft 37/39).
- Der Einfluß überstaatlicher Mächte auf die Kriegs- und Völkerbundpolitik Woodrow Wilsons, Deutscher Rechtsverlag, Berlin 1938 (Nachdruck aus: Zeitschrift Deutsches Recht, Zentralorgan des Nationalsozialistischen Rechtswahrerbundes, Jg. 8, H. 7/8. 1938).
- Die Genfer Liga, Eher, Berlin 1939 (= Nationalsozialistische Schulungsschriften, H. 1).
- Kriegseinwirkung auf Auslandsverträge. Eine Untersuchung über das rechtliche Schicksal nicht abgewickelter Werklieferungsverträge deutscher Unternehmer mit Ausländern aus der Vorkapitulationszeit – unter besonderer Berücksichtigung der von ausländischen Bestellern geleisteten Anzahlungen, Heider, Bergisch Gladbach 1950.
- Freiheit und Grenze berufsständischer Selbstverwaltung. Dargestellt an den verfassungsrechtlichen Grundfragen der Bundesrechtsanwaltsordnung, Schwartz, Göttingen 1952.
- Die Rechtsprobleme der deutschen Auslandsschuldenregelung und ihre Behandlung auf der Londoner Schuldenkonferenz, Verlag für Geschichte u. Politik, Frankfurt a. M. 1952 (Aus: Europa-Archiv. Folge 18/1952 vom 20. Sept. 1952 in neu durchges. u. erg. Fassung).
- (Hrsg.) Völkerrechtliche Forschung. [25 Jahre Institut für Völkerrecht der Universität Göttingen (1930–1955)], Göttingen 1955.
- Grundprobleme des internationalen Wirtschaftsrechts, Schwartz, Göttingen 1956 (= Göttinger rechtswissenschaftliche Studien, Bd. 15).
- Das Rechtsproblem der Bundesentschädigung für innerdeutsche Reparationsdemontagen, Musterschmidt, Göttingen, Berlin, Frankfurt 1958 (Beigefügtes Werk: Friedrich-Wilhelm Siburg: Die für die Entschädigungsregelung von Reparationsdemontagen vergleichbare Gesetzgebung seit dem Jahre 1871 (= Göttinger Beiträge zu Gegenwartsfragen des Völkerrechts und der internationalen Beziehungen, Bd. 13)).
- Die Rechtsentwicklung der internationalen Zusammenarbeit im Atombereich, Schwartz, Göttingen 1963 (= Beiträge zum internationalen Wirtschaftsrecht und Atomenergierecht, Bd. 1, H. 1).
- Die Krise der Europäischen Gemeinschaften. Europäischer Bundesstaat oder Europa der Vaterländer?, Vandenhoeck u. Ruprecht, Göttingen 1966 (= Vortragsreihe der Niedersächsischen Landesregierung zur Förderung der wissenschaftlichen Forschung in Niedersachsen, H. 33).
- Kokusai-keizaihō-no-kihon-mondai = Grundprobleme des internationalen Wirtschaftsrechts, Sagano Shoin, Kyōto 1989.